# Kalisz
Pour les articles homonymes, voir Kalisz (homonymie).
Kalisz   est une ville de Pologne qui compte 93 137 habitants (au 30 décembre 2023). La ville est chef-lieu du district de Kalisz (powiat) dans la voïvodie de Grande-Pologne.

## Situation géographique
Kalisz est située sur la Prosna, en Grande-Pologne. La ligne ferroviaire reliant Ostrów Wielkopolski à Łódź passe par la ville. Kalisz se trouve au carrefour de la route Łęknica-Dorohusk et de la route Oleśnica-Koszalin.

## Histoire

### Moyen Âge
Kalisz est souvent qualifiée de « plus vieille ville de Pologne » parce qu’elle était déjà mentionnée au IIe siècle par Ptolémée qui parlait de Calisia, une ville située sur la route de l’ambre, qui partait de l’Empire romain pour rejoindre les rivages de la mer Baltique. Certains historiens contestent l’association entre Calisia et Kalisz.

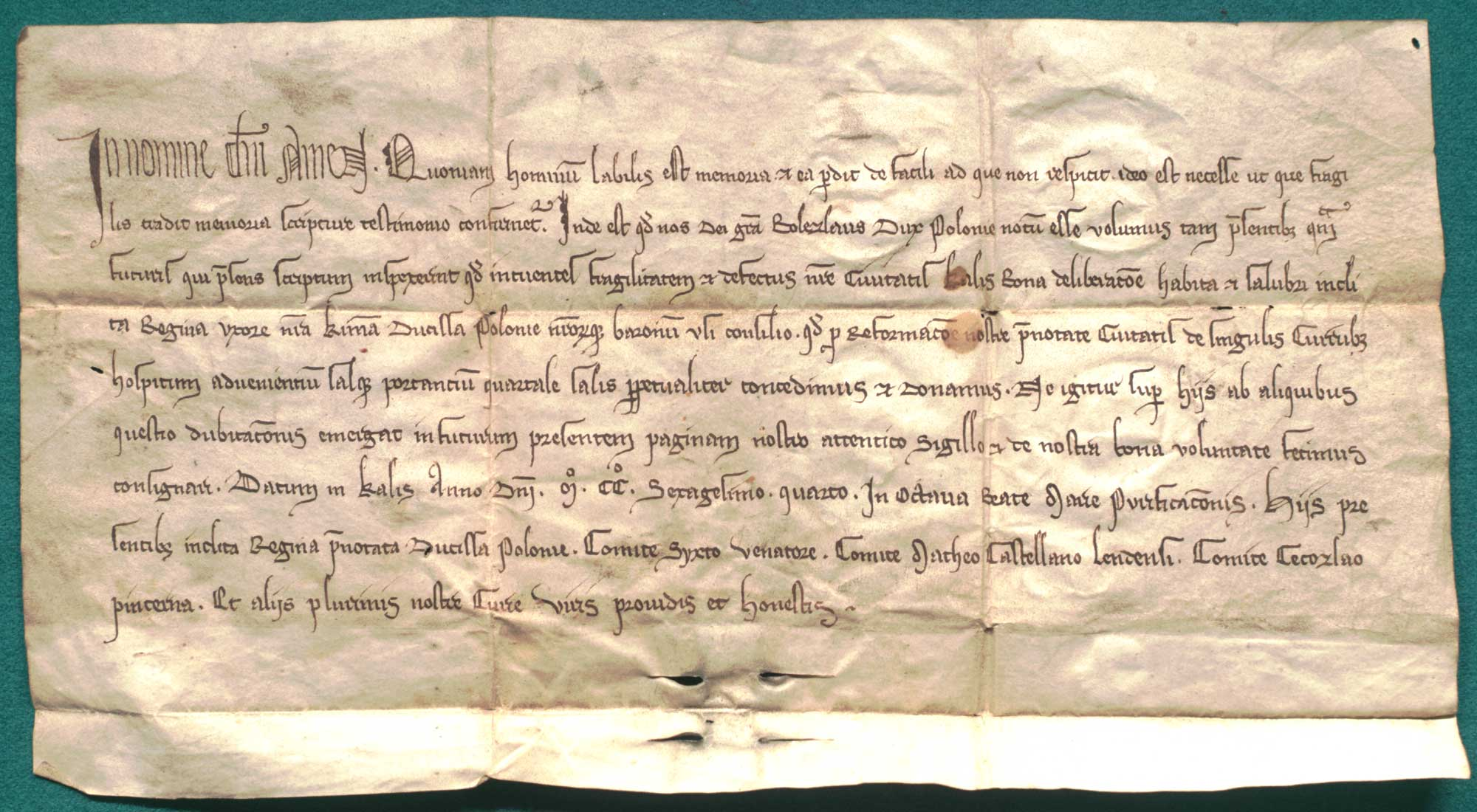
Charte de Boleslas le Pieux autorisant la ville de Kalisz à prélever une taxe de 25% sur les cargaisons de sel, parchemin. Document probablement faux réalisé autour de 1300.

Au IXe siècle, Kalisz est un bourg, avec un fort dans lequel réside un castellan. Ce fort sera agrandi au Xe siècle. En 1106, Boleslas III le Bouche-Torse s’empare du fort qui était contrôlé par son rival Zbigniew. Avec Poznań et Gniezno, Kalisz est alors un des centres les plus importants de Grande-Pologne. Elle devient le siège d’un gouverneur (castellan) en 1136. En 1139, les premiers Juifs commencent à s’installer à Kalisz. À la suite du démembrement féodal de la Pologne, la ville devient la capitale d’un duché en 1190. En 1233, Henri Ier le Barbu détruit l’ancien fort dans sa guerre contre Ladislas Odonic. Il fait reconstruire la ville et un nouveau fort.
Boleslas le Pieux accorde les privilèges urbains (droit de Magdebourg) à Kalisz vers 1257. Le 16 août 1264, la communauté juive de Kalisz est la première à être gratifiée par Boleslas le Pieux de statuts particuliers, calqués sur les droits des Juifs du Saint Empire : liberté de culte, statut juridique distinct (permission de commercer et de pratiquer l’usure) et protection ducale (Charte de Kalisz). Après la réunification des territoires polonais par Ladislas Ier le Bref, Kalisz devient le chef-lieu d’une voïvodie (1314). En 1343, Casimir III le Grand conclut le premier traité de Kalisz avec les Teutoniques.

### Renaissance
Du XIVe au XVIIe siècle, la ville devient un centre économique et culturel de plus en plus important. Elle devient un lieu de marchés. De nombreux drapiers et menuisiers s’installent dans la ville. Au XVe siècle, l’université de Cracovie y crée une filiale. En 1574, des Jésuites s’installent à Kalisz. Ils y ouvrent un collège en 1584. La ville devient également un centre religieux important avec l’installation des Frères tchèques. L’imprimerie se développe au XVIIe siècle.

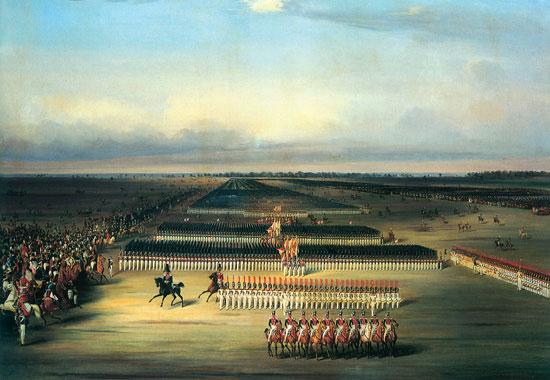
Parade militaire russo-prussienne à Kalisz en 1835.

À partir de la seconde partie du XVIIe siècle, les guerres contre la Suède et les épidémies provoquent le déclin de la ville. En 1706, la bataille de Kalisz (de) oppose les Suédois aux Russes et Saxons, chacun appuyé par une faction de la noblesse polonaise. En 1792, un grand incendie ravage la ville. L’hôtel de ville et le château sont détruits. En 1793, après le deuxième partage de la Pologne, la ville est annexée par la Prusse. Un théâtre est construit en 1801. 

### XIXesiècle
En 1807, Kalisz devient le chef-lieu d’un département du duché de Varsovie dépendant de l'Empire français et du royaume de Saxe. Le 13 février 1813, l'armée russe du général Wintzingerode remporte la seconde bataille de Kalisz sur les Franco-Polono-Saxons du 7e corps. Le 28 février 1813, la Russie et la Prusse y concluent un accord secret, le second traité de Kalisz, par lequel la Prusse abandonne l'alliance de Napoléon Ier pour se joindre à la Sixième Coalition. En 1815, la ville est incorporée dans le royaume du Congrès sous tutelle russe. Durant l'été 1835, des grandes manœuvres réunissent à Kalisz (Kalisch) les troupes russes et prussiennes.
Le gouvernement de Kalisz (en russe : Калишская губерния, en polonais : Gubernia kaliska) est une division administrative de l’Empire russe, située dans le royaume de Pologne, avec pour capitale la ville de Kalisz. Créé en 1837 à partir de la voïvodie de Kalisz, le gouvernement existe jusqu’en 1844, lorsqu'il est rattaché au gouvernement de Varsovie. Recréé en 1867, le gouvernement subsiste jusqu’en 1917. À la fin du XIXe siècle, la ville connaît un développement spectaculaire des industries légères, en particulier du textile. En 1902, la ligne ferroviaire reliant Kalisz à Varsovie est mise en service. À cette époque, la ville comporte, en plus de ses habitants polonais, une importante minorité allemande.

### Première Guerre mondiale

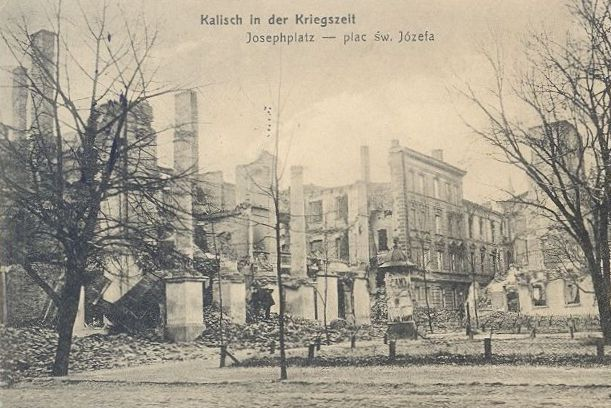
Kalisz après le bombardement de 1914, carte postale allemande.

Au début de la Première Guerre mondiale, la ville, qui compte 68 000 habitants dont une moitié de catholiques et un tiers de Juifs, est située sur la première ligne du front russo-allemand. Évacuée par les forces russes, elle est occupée le 2 août par les territoriaux silésiens du général Remus von Woyrsch puis, les 7 et 8 août, par des uhlans et fantassins saxons : ce passage est marqué par une série d'exactions. Le 4 août, le commandant allemand impose à la ville une contribution arbitraire de 50 000 roubles. Les 7 et 8 août, en invoquant des tirs de franc-tireurs, les Allemands procèdent à une série d'exécutions. Les commissions d'enquête créées par le gouvernement russe, puis, en 1919, polonais, ne pourront faire la lumière sur les circonstances du drame. En privé, certains responsables russes estiment que la fusillade avait probablement été causée par des réservistes russes venus de Łask qui traversaient la ville pendant la nuit sans savoir qu'elle était aux mains des Allemands. Ceux-ci, pour punir la population supposée complice des francs-tireurs, évacuent la ville et la soumettent à un violent bombardement (de), entraînant la fuite d'au moins 50 000 habitants. Les autorités allemandes reconnaissent avoir causé 11 morts parmi les civils, d'autres sources parlent de 100 tués et un prêtre local dit en avoir enterré 500. Par la suite, cet épisode sera exploité par la propagande russe et polonaise anti-allemande, avec la production d'un film, Krwawe dni Kalisza (« La destruction de Kalisz »), tourné à Varsovie,
. Le gouverneur russe de Piotrków demande qu'on lui envoie des troupes et une cour martiale pour enfermer les habitants d'origine allemande ou juive, soupçonnés de s'être réjouis de la destruction de Kalisz.
La population de la ville tombe à 5 000 habitants. 
En 1918, Kalisz fait partie de la Pologne ressuscitée. La ville est reconstruite et compte 89 000 habitants à l’aube de la Seconde Guerre mondiale.

### Seconde Guerre mondiale
De 1939 à 1945, la ville est occupée par les Allemands et annexée par le Reich.
Le 6 septembre 1939, au début de la campagne de Pologne, l'armée allemande pénètre Kalisz, qu'elle intègre ensuite au Reichsgau Wartheland, le territoire polonais annexé au Troisième Reich.
Une partie des habitants fuient alors la ville ; celle-ci compte avant la guerre environ 25 000 Juifs (et de 20 000 à 28 000 selon certaines sources),,. L'occupant — et certains habitants polonais — procèdent à diverses violences antisémites et spoliations sur les Juifs, qui sont forcés de porter l'étoile jaune,. Un Judenrat doté de 25 personnes est établi par l'occupant mi-octobre avec à sa tête Gustav (ou Gershon) Hahn, ancien hazzan,. Il recense approximativement 18 000 Juifs à Kalisz. Environ 150 sont sélectionnés chaque jour par le Judenrat, sur ordre des Allemands, pour des travaux forcés,.
Le 20 novembre 1939, une Aktion d'éviction et de déportation est menée par des gendarmes allemands : la quasi-totalité des Juifs sont expulsés de leurs logements afin qu'ils soient réattribués à des Volksdeutsche ; la plupart sont déportés — d'autres fuient — vers le Gouvernement général de Pologne, plus à l'est. Il ne reste que 600 à 2 000 Juifs (selon les sources) début 1940,,. Ils sont déplacés en février 1941 à Koźminek, un village situé à 20 km au nord-est de Kalisz, où l'occupant établit un ghetto non clôturé dans quelques bâtiments adjacents. À Kalisz demeurent quelques centaines de Juifs, regroupés de force en juin 1940 dans plusieurs bâtiments adjacents, qui font office de camp de travail et incluent l'hôpital juif, toujours en activité,. Le 26 octobre 1940, près de 300 patients de l'hôpital sont exterminés par les nazis au moyen de Gaswagen,.
Début 1941, 439 Juifs sont recensés à Kalisz ; ils ne sont plus que 350 environ après la déportation de cent d'entre eux à Poznań pour des travaux forcés durant l'été ou l'automne. Mi-novembre de la même année, une centaine d'enfants, personnes âgées et malades sont assassinés par les nazis, par balle ou Gaswagen (peut-être par les hommes de Herbert Lange) ; une autre Aktion (de déportation vers Koźminek ou d'extermination, selon les sources) visant une centaine de Juifs a lieu le 1er décembre et l'hôpital juif est alors fermé,. Les derniers Juifs de Kalisz — un peu plus d'une centaine — sont déportés vers le ghetto de Lodz du 6 au 8 juillet 1942 ; ils y parviennent le 9,.
À Kalisz, les Allemands construisent également un camp de concentration pour les enfants polonais.[réf. nécessaire]
L’extermination des Juifs de Kalisz, les exactions des Nazis et les expulsions font tomber la population de la ville à 43 000 habitants à la fin de la guerre.[réf. souhaitée] Seuls 300 Juifs sont (temporairement) revenus en 1946.

### Époque contemporaine
La ville réintègre la Pologne en 1945 puis elle est reconstruite. En 1992, le diocèse de Kalisz est créé. La ville reçoit Jean-Paul II le 4 juin 1997.

## Marché du travail à Kalisz
Selon l'enquête annuelle nationale du Baromètre des professions (2020), les employeurs locaux signalent une demande de coiffeurs (le déficit le plus important), ainsi que d'ouvriers du bâtiment qualifiés, de chauffeurs de camions et de bus, de mécaniciens, d'enseignants de matières générales et professionnelles, d'entrepôts, de boulangers, de travailleurs de la santé, de transitaires, de vendeurs, de serruriers, de tapissiers et de représentants de nombreuses autres professions.
Les offres à Kalisz sont donc diversifiées et couvrent de nombreux groupes professionnels. Il convient d'ajouter qu'en raison du surplus sur le marché, les spécialistes de l'administration publique et les techniciens en mécanique fraîchement sortis de l'école et qui n'ont pas encore d'expérience dans leur métier pourraient avoir de la difficulté à trouver un emploi. Cependant, Kalisz offre non seulement des opportunités de développer une carrière professionnelle, mais aussi une ville conviviale avec de grandes attractions touristiques, qui a aussi beaucoup à offrir à ses habitants.
Le salaire moyen à Kalisz dépend du secteur et du poste, mais selon les données de l'Office central des statistiques pour le troisième trimestre 2022, il était d'environ 4 500 PLN brut. Dans certains secteurs, comme l'informatique ou la finance, les versements sont plus élevés et s'élèvent en moyenne à environ 6 000 à 8 000 PLN bruts. Cependant, il convient de rappeler que la rémunération dépend de nombreuses variables, comme l'expérience et les compétences de la personne.

## Économie
- Production de pianos (Calisia).
- Production de dentelles et tissus (Wistil, Haft)
- Production de machines et de moteurs (PZL)
- Production de concentrés alimentaires (Winiary)
- Industries textiles (Runotex, Polo)
- Industries alimentaires (Kaliszanka, Hellena)

## Culture

### Théâtre
- Le théâtre Wojciech Bogusławski

### Musée
- Le musée régional

### Cinéma
Le film de Frédéric Fonteyne, Tango libre, a été tourné en grande partie dans la prison de Kalisz

## Religion

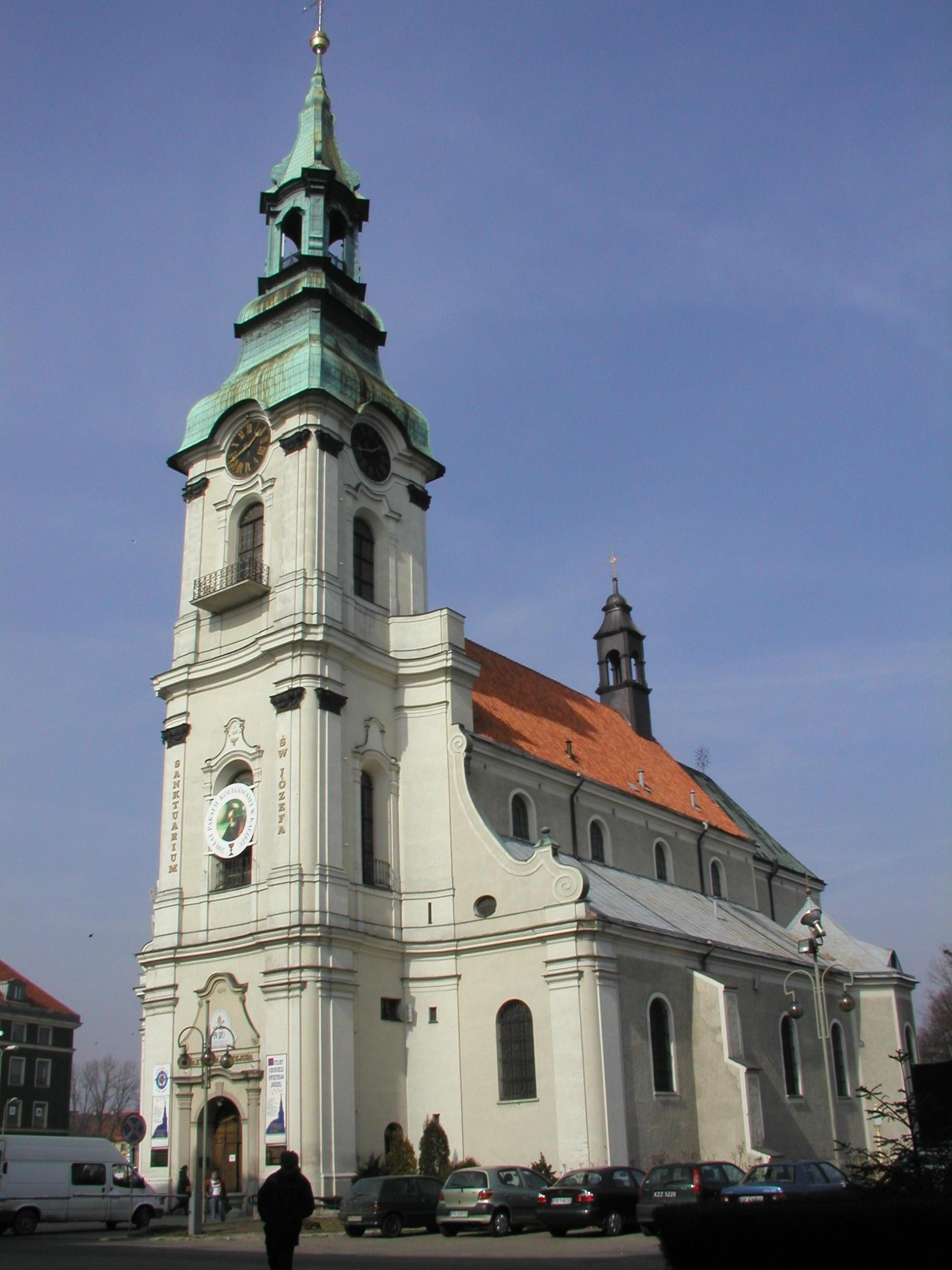
Le sanctuaire Saint-Joseph.

La ville est le siège du diocèse de Kalisz avec 19 églises dont 1 église orthodoxe (paroisse des Saints-Apôtres-Pierre-et-Paul). Depuis 1988, la ville abrite un couvent de sœurs pauvres de Sainte-Claire. Il existe également une paroisse gréco-catholique Saint-Nicolas, qui célèbre ses offices dans la cathédrale catholique romaine Saint-Nicolas. Il y a aussi cinq églises protestantes. Des synagogues ont été construites à Kalisz de 1698 à 1879.
Les plus importantes églises catholiques sont :
- Église Saint-Stanislas (fondée en 1257), de style gothique, intérieur baroque
- Église Saint-Stanislas-et-Saint-Adalbert (fondée en 1595), de style baroque
- Cathédrale Saint-Nicolas (gothique – néogothique, intérieurs baroques) avec une chapelle Art nouveau)
- Église Saint-Joseph, de style baroque
- Église Notre-Dame de l’Annonciation (fondée en 1607), de style baroque
- Église Saint-Joseph-et-Saint-Pierre-d’Alcantara, de style rococo
- Basilique collégiale de l'Assomption-de-la-Vierge-Marie, sanctuaire dédié à saint Joseph

## Personnalités nées à Kalisz
- Stanislas Solski (1622-1701), prêtre jésuite, mathématicien et architecte;
- Adam Gurowski (1805-1866), insurgé de 1830 installé ensuite à Paris puis aux États-Unis, écrivain ;
- Ignacy Gurowski (1812-1887), aristocrate installé à Paris, devenu Grand d'Espagne ;
- Vitka Kempner (1920-2012) est une partisane juive polonaise ;
- Tadeusz Kulisiewicz (1899-1988), peintre ;
- Marie-Angèle Truszkowska (1825-1899), religieuse fondatrice béatifiée par Jean-Paul II ;
- Jan Sikorski (1935- ), prêtre catholique et figure de l'anticommunisme polonais.

## Personnalités mortes à Kalisz
- Mieszko III le Vieux (1126-1202), duc de Grande-Pologne, duc de Petite-Pologne, princeps de Pologne

### Cimetières
- Cimetière protestant
- Cimetière orthodoxe
- Cimetière juif
- Cimetière militaire
- Cimetière soviétique

## Jumelages
La ville de Kalisz est jumelée avec :
- Erfurt (Allemagne) depuis 1984
- Hamm (Allemagne) depuis le 11 juin 1991
- Hautmont (France) depuis juin 1958
- Heerhugowaard (Pays-Bas) depuis le 11 juin 1992
- Kamianets-Podilskyï (Ukraine) depuis le 18 juin 1993
- La Louvière (Belgique) depuis le 5 octobre 1998
- Martin (Slovaquie) depuis le 21 juin 1996
- Preston (Royaume-Uni) depuis le 24 avril 1989